# Gerhard Weidenhammer
Gerhard Weidenhammer (* 1. August 1947) ist ein ehemaliger deutscher Fußballspieler.

## Werdegang
Der Abwehrspieler Gerhard Weidenhammer begann seine Karriere beim Zweitligisten SC Herford, wo er am 14. August 1976 beim 3:1-Sieg der Herforder gegen die SG Wattenscheid 09 in der 2. Bundesliga debütierte. Im Saisonverlauf kam er lediglich auf fünf Einsätze und wechselte am Saisonende zum Bünder SV, mit dem er sich ein Jahr später für die neu geschaffene Oberliga Westfalen qualifizierte.